# Heinrich Diethelm
Heinrich Diethelm (* 5. September 1905 in Lachen; † 6. Oktober 1986 ebenda) war ein Schweizer Maler, Restaurator und Larvenentwerfer.

## Leben und Werk
Heinrich Diethelm absolvierte in Bazenheid eine Lehre zum Dekorations- und Flachmaler. Später restaurierte er Bilder und Figuren. Diethelm arbeitete viele Jahre lang als Modelleur für die in Maskenfabrik Müller in Speicher. Zudem fertigte er für die Firma zahlreiche Maskenentwürfe an. Seine bekannteste Kreation war der «Lachende Grind». Heinrich Diethelm war eng mit der Fasnachtsgesellschaft «Narrhalla» in Lachen verbunden und entwarf 1985 den «Lachener Fasnachtsbrunnen».